# Knýtlinga saga
Knýtlinga saga (De Saga van Knoets Afstammelingen) is een in 1250 geschreven IJslandse koningssaga, die gaat over de koningen die in Denemarken regeerden sinds het begin van 10e eeuw.
Er zijn redenen om aan te nemen dat de schrijver Óláfr Þórðarson (overleden 1259) was, bijgenaamd hvítaskáld "de witte skald (dichter)", die een neef was van Snorri Sturluson. Óláfr Þórðarson is ook bekend van zijn Derde Grammaticale Verhandeling. Ólafr verbleef in 1240-1241 bij de Deense heerser Waldemar II van Denemarken, en Valdemar verschafte de auteur van de saga een grote hoeveelheid informatie en bijzonder voortreffelijke verslagen.
Het werk is geïnspireerd op de Heimskringla, Snorri's werk over de Noorse koningen. Net als Snorri maakt de auteur veelvuldig gebruik van Noordse hofdichten als documentaire bronnen.
De saga gaat over de geschiedenis van de Deense heersers uit de vroege 10e eeuw tot de 13e eeuw.
In het eerste deel van haar geschiedenis, lijkt de saga in het geven van samenvattingen van de belangrijkste historische gebeurtenissen op de synoptische evangeliën, maar latere hoofdstukken vanaf die met betrekking tot de zonen van Sveinn Úlfsson (overleden midden 1070) besteden meer aandacht aan de koningen zelf. Een centraal thema is de instelling van het koningschap en alles wat het eist van degenen die het koninklijk ambt bekleden. De voorbeeldige karakters en het gedrag van de goede koningen, zoals  Knútr de Heilige (overleden 1086) en  Eirikr de Goede (overleden 1103), worden tegenover die van onbekwame en slechte koningen gezet. Belangrijke maatstaven voor goede heerschappij zijn onder meer de bevordering van vrede en steun van de kerk.

## Notities
1. 1 2 3 4 5 6  Ármann Jakobsson, "Royal biography", p. 397-8
2. 1 2  Nationalencyklopedin
3. ↑  Lönnroth, Ólason and Piltz, "Literature", in Cambridge History of Scandinavia, vol 1, p. 503

## Edities en vertalingen
- Knýtlinga saga
  - ed. Bjarni Guðnason (1982). Danakonunga sögur, Reykjavik.
  - ed. Carl Petersen and Emil Olsen (1919-1925). Sogur Danakonunga, Copenhagen, 29–294.
  - tr. Hermann Pálsson and Paul Edwards (1986). Knytlinga Saga: The History of the Kings of Denmark. Odense University Press, Odense. Extracts available from De Re Militari.

## Overige lectuur
- (is)  Ármann Jakobsson (1997). Íleit að konungi: konungsmynd íslenskra konungasagna, Reykjavik.